# Paul de Lagarde
Paul Anton de Lagarde (Berlín, 2 de novembre de 1827- Göttingen, 22 de desembre de 1891), nascut Paul Anton Bötticher (Lagarde era el cognom de la mare), va ser un acadèmic i professor alemany, estudiós de la Bíblia i orientalista, estava especialitzat en l'estudi de les llengües d'Orient Pròxim, per exemple de l'arameu o del persa. També va estar implicat en política, destaca pel seu antisemitisme, va ser membre del partit conservador prussià.
Va estudiar teologia, filosofia i llengües orientals a les universitats de Berlín i de Halle, on va ser instructor adjunt i després començà la seva carrera acadèmica. Entre 1852-1853 realitza un viatge d'estudis a Londres i París. En tornar a Halle, del material recollit i estudiat, textos siris, va desembocar en la publicació de la Didascalia apostolorum syriace el 1854. El mateix, dedicat als seus estudis sobre la Bíblia, i sense deixar-los, va esdevenir mestre al gymnasium de Berlín, si bé va ensenyar a nombroses escoles científiques, tant a Berlín com Schleusingen. El 1866 demanà una excedència de tres anys per dedicar-se a recopilar més material.
El 1869 va succeir a Heinrich Ewald com a professor de llengües orientals a la Universitat de Göttingen. Igual que Ewald, Lagarde va ser un treballador molt actiu, estava ficat en l'estudi tota mena de qüestions i llengües; el seu major objectiu era l'elucidació de la Bíblia.
La seva erudició contrastava amb el seu dogmatisme, algunes de les seves obres van xocar amb la posició de l'estat alemany respecte a la religió, la teologia i l'església. Participant en la política alemanya, va pertànyer al partit conservador prussià. Va ser un violent antisemita, demostrant-ho en els seus escrits.

## Obres
Les seves obres són bàsicament dedicades a l'estudi de la Bíblia i en el camp de les llengües orientals. També va escriure nombrosos poemes que van ser publicats pòstumament per Anna de Lagarde el 1897. A la seva mort, la seva biblioteca va passar a pertànyer a la Universitat de Nova York.
Obres amb relació a edició i traduccions de la Bíblia
- Didascalia apostolorum syriace (1854)
- Libre V.T. apocryphi syriace (1861). Traducció siríaca de l'Antic Testament, versió apòcrifa.
- Die vier Evangelien, arabisch aus der Wiener Handschrift herausgegeben (1864). Traducció àrab dels evangelis.
- Der Pentateuch koptisch (1867). Traducció copta del Pentateuc.
- Onomastica sacra (1870; 2a ed., 1887)
- Prophetae chaldaice (1872) i Hagiographa chaldaice (1874). Traducció aramea dels Profetes d'acord amb el Codex Reuchlianianus conservat a Karlsruhe.

També va reconstruir una part del text luciànic de la Septuaginta, a partir de manuscrits de gairebé la meitat de l'Antic Testament.
Orientalisme
- Zur Urgeschichte der Armenier (1854)
- Gesammelte Abhandlungen (1866)
- Armenische Studien (1877)
- Symmicta (2 volums, 1877-1880)
- Semitica (2 volums, 1878-1887)
- Orientalia (1879-1880)
- Aegyptiaca (1883). Amb la que continua els seus estudis còptics.
- Petri Hispani de lingua Arabica libri (1883)
- Isaias persice (1883)
- Persische Studien (1884)
- Mittheilungen (1884)